# Теофил из Корте
Святой Теофил из Корте (итал. Teofilo da Corte, 30 октября 1676, Корте — 19 мая 1740, Фучеккьо, Тоскана) — итальянский священник-францисканец. Основывал францисканские обители на севере Италии и на родной Корсике. Известен своими проповедями и работой по евангелизации; люди отмечали его веселую манеру поведения и готовность помогать другим.

## Жизнь
Бьяджо Арриги (итал. Biagio Arrighi) родился 30 октября 1676 года на Корсике в семье дворян Джованни Антонио и Маддалены Арриги.
Обучался у францисканцев и 21 сентября 1693 года вступил в орден, приняв имя Теофил. Любил тишину и уединение и считал это лучшим способом общения с Господом, увещевая своих собратьев-францисканцев делать то же самое. Закончил богословское образование в Риме с отличием и обучался в Неаполе. Арриги совершил исповедание в Салерно в 1694 году и был рукоположен в священники в Неаполе в монастыре Санта-Мария-ла-Нова 30 ноября 1700 года. После этого он попросил разрешения отремонтировать старый монастырь в Чивителле недалеко от Субьяко. Основывал орденские обители в Тоскане и на Корсике (например, в Дзуани и Фучеккьо). Прославился как реформатор благодаря своим проповедям и усилиям по евангелизации, был известен жизнерадостным характером.
Познакомился с Фомой из Кори в 1702 году в Беллегре и провёл в местном монастыре семь лет вплоть до 1709 года, когда его перевели в Паломбару. В Паломбаре в 1713—1715 годах служил кустодом местной церкви, а позже вернулся в Беллегру. Находился в Риме в 1734—1735 годах, прежде чем его снова перевели в Беллегру.
Скончался 17 июня 1740 года.

## Почитание
Процесс канонизации начался всего через десять лет после его смерти, в 1750 году; папа Бенедикт XIV объявил его досточтимым 21 ноября 1755 года. Беатифицирован 19 января 1896 года папой Львом XIII, канонизирован 29 июля 1930 года папой Пием XI.
День памяти — 19 мая.